# Marie-Antoine Carême

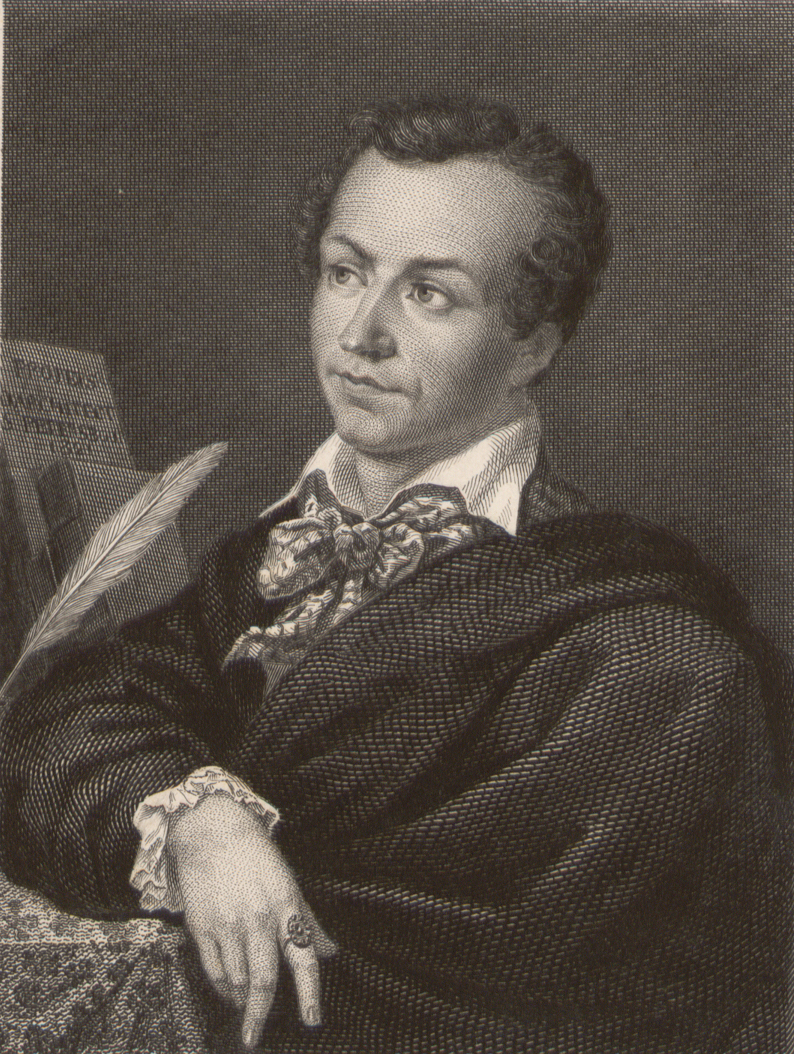
Marie-Antoine Carême

Marie-Antoine Carême (* 8. Juni 1784 in Paris; † 12. Januar 1833 ebenda) war einer der bedeutendsten Köche seiner Zeit, der wesentlich zur Ausprägung der klassischen französischen Küche beigetragen hat.

## Leben
Carême stammt aus einer armen Familie mit mindestens 15 Kindern. Er musste bereits im Alter von zehn Jahren Geld verdienen und begann als Hilfskraft in der Küche einer Gaststätte. Eine Ausbildung als Konditor und als Koch schloss sich an. Mit 15 Jahren begann er, für den bekannten Pariser Konditor Bailly zu arbeiten, zu dessen Kunden der französische Außenminister Talleyrand gehörte. Zwei Jahre später verließ er Bailly und arbeitete für eine andere Konditorei, deren Name nicht überliefert ist. Ende 1803 eröffnete er eine eigene Konditorei in der Rue de la Paix, die er etwa zehn Jahre lang führte.
Von 1804 bis 1814 war Carême vor allem der persönliche Chefkonditor von Talleyrand, war aber auch für andere bedeutende Personen tätig. So organisierte er zum Beispiel 1810 das Bankett für die Hochzeit von Napoleon mit Marie-Louise von Österreich. Außerdem diente er unter anderem dem britischen König Georg IV., Zar Alexander I. und Kaiser Franz I. von Österreich. „Carême ließ seine eigenen Karriere-Interessen nie durch Patriotismus beeinträchtigen. Zum Beispiel besetzten Engländer und Russen Paris nach der Niederlage Napoleons, und der russische Zar Alexander I. (…) engagierte Carême während seines Aufenthalts in Napoleons Palast (1814) und erneut für einige Wochen im folgenden Jahr.“
1815 veröffentlichte er seine beiden ersten Bücher, Le Pâtissier royal parisien und Le Pâtissier pittoresque, wobei das letztere über 100 Zeichnungen von Modellen für dekorative Patisserie nach dem Vorbild von Schaugerichten enthielt. In den folgenden Jahren arbeitete Carême viel im Ausland. 1816 wurde er von dem britischen Prinzregenten engagiert, dem späteren Georg IV., 1818 vom russischen Zaren. Über seinen Aufenthalt dort äußerte er sich später enttäuscht und frustriert, unter anderem über die Beschränkung des Küchenbudgets.
1821 veröffentlichte er als Laie zwei Bücher über Architektur mit Plänen zur Verschönerung von Sankt Petersburg und Paris. Er erwies sich darin als Anhänger des Eklektizismus und eines opulenten Stilmixes. 1822 folgte das Buch Maitre d'hotel. In den folgenden Jahren arbeitete er im Haus des Bankiers Jakob Rothschild in Paris. 1828 publizierte er Le cuisinier parisien. Sein letztes Buchprojekt, L'Art de la cuisine francaise au XIX. siècle, konnte er vor seinem Tod nicht mehr vollenden. Zwei der geplanten drei Bände wurden später von seinem Schüler Pluméry fertig geschrieben.

## Werke
- 1810, Le Pâtissier royal parisien Band 1 Band 2
- 1817, L’Art de la cuisine au XIXe siècle Digitalisat
- 1815, Le Pâtissier pittoresque Digitalisat
- 1822, Le Maître d’hôtel français Band 1 Band 2 (Online)
- 1828, Le Cuisinier parisien Digitalisat

## Verfilmung
Basierend auf der Biografie von Ian Kelly Cooking for Kings: The Life of the First Celebrity Chef. startet Ende April 2025 weltweit die französische Serie Carême auf der Streamingplattform Apple TV+.